# L'enfer et moi
L'enfer et moi är en låt med den franska sångerskan Amandine Bourgeois. Låten är skriven av Boris Bergman och David Salkin. Den slutgiltiga versionen av låten spelades in under början av februari 2013.

## Eurovision
Den 22 januari 2013 valdes Amandine Bourgeois ut internt av France 3 till att representera Frankrike i Eurovision Song Contest 2013 med låten.